# Gunung Alue Punto
Gunung Alue Punto är ett berg i Indonesien.   Det ligger i provinsen Aceh, i den västra delen av landet, 1 500 km nordväst om huvudstaden Jakarta. Toppen på Gunung Alue Punto är 385 meter över havet, eller 141 meter över den omgivande terrängen. Bredden vid basen är 1,1 km.
Terrängen runt Gunung Alue Punto är kuperad åt nordost, men åt sydväst är den platt.Runt Gunung Alue Punto är det ganska tätbefolkat, med 108 invånare per kvadratkilometer. Trakten runt Gunung Alue Punto består till största delen av jordbruksmark.